# 打川和男
打川 和男（うちかわ かずお）は、日本のコンサルタント、多くのISO関連書籍の著者。
ISOコンサルタントを主とし、経営コンサルティングや情報セキュリティコンサルティングなど、幅広い分野でのコンサルティング活動を行っている。
執筆したISO関連の書籍は30冊を超える。現在株式会社TWS総合研究所の代表取締役 

## 人物
1994年に、当時所属していたIT関連会社にて、マネジメントコンサルティング事業を立ち上げ、製造業、建設業、サービス業、商社、ITサービス業のISO 9001やISO14001認証取得支援コンサルティング、講演活動に従事。
2000年には、サービス分野を拡大し、民間企業や地方公共団体向けの情報セキュリティ関連コンサルティングを開始し、情報セキュリティポリシー策定支援、情報セキュリティマネジメントシステム（ISMS）、プライバシーマーク（JIS Q 15001）、ITサービスマネジメント（ITSMS）認証取得支援コンサルティングを提供開始。
2003年に、自身初となる書籍、『市場の失敗事例で学ぶ情報セキュリティポリシーの実践的構築手法 』を執筆。
2004年には、稲垣隆一の著書、『個人情報保護法と企業対応（清文社）』のプライバシーマークの章で共著者として参画。
2004年12月に、提供していたプライバシーマーク短期取得講座のノウハウを収録した、『最速 プライバシーマーク取得実務がよ〜くわかる本（秀和システム）』 を執筆。
2005年4月には、国内のITILファンデーションの資格取得の増加に伴い、ITILを理解するための事前知識習得を目的とした、『図解入門ビジネス 最新ITILがよ〜くわかる本』を執筆 
2006年1月から、ISOの認証機関であるBSI（英国規格協会）の日本法人（BSIグループジャパン株式会社）に教育事業長として入社し、各種マネジメントシステム規格の普及活動、各種研修・ セミナーに関する開発活動に従事。
同年6月、2005年12月に発行された、ITサービスマネジメントシステムの国際規格であるISO20000:2015の構築から認証取得までの解説を1冊の本にまとめた『図解入門ビジネス ISO20000の基本と仕組みがよ〜くわかる本』 を執筆、また7月には、プライバシーマークの付与認定基準であるJIS Q 15001の改訂に対応した、『 最新 プライバシーマーク取得がよ〜くわかる本（新JIS 対応版）』を執筆。
なお、BSIでの活動については、統合マネジメント規格のPAS99 やITサービスマネジメントのISO/IEC 20000、事業継続マネジメントの BS25999、苦情対応のISO10002、 および学習サービスマネジメントのISO29990の国内立ち上げに従事。
BCMSにおいては、JIPDEC(日本情報経済社会推進協会)のBCMS適合性評価制度のパイロット事業における技術部会に技術的専門家として参画し、認定（認証機関の認定基準、審査員の認定基準など）に関する制度設計に従事。
2007年8月に、日本版JSOX対応におけるIT全般統制及びIT業務処理統制にフォーカスした、「ITへの対応」について解説した『図解入門ビジネス　IT統制の基本と仕組みがよ〜くわかる本』を執筆。
また、同年より同機関（BSIグループジャパン株式会社）の機関紙（Business Standards Japan）において、「みならい君とベテラン君の内部監査員物語」の連載を開始（計4回、現在はTWS総合研究所のWebサイトで公開されている）。
2008年6月には、市場での関心が増大していた、企業の危機管理や事業継続マネジメントに関する入門書として、『図解入門ビジネス　事業継続管理の基本と仕組みがよ〜くわかる本』を執筆。
また、同年9月に、洞爺湖サミットの開催などで問題となっていた地球温暖化に関するメカニズムや影響などの基礎的ポイントを解説した、『図解入門ビジネス　地球温暖化対策の基本と仕組みがよ〜くわかる本』を執筆。
2009年4月に、自身10冊目の書籍となる、ITIL Ver.3.0基礎と仕組みをまとめた『図解入門ビジネス　ITIL V3の基本と仕組みがよ〜くわかる本』を執筆。
2010年からは、同機関（BSIグループジャパン株式会社）の執行役員に就任。認証、教育事業の全般に携わる。
2010年3月に、消費者庁の新設に伴い、大きく変わった消費者保護の在り方と苦情対応マネジメントの国際規格であるISO10002を解説した、『図解入門ビジネス　最新　消費者保護と苦情対応がよ〜くわかる本』を執筆。
2011年3月には、同年に発行された、エネルギーマネジメントシステムの国際規格であるISO 50001;2011の構築から認証取得までの解説を1冊の本にまとめた、『図解入門ビジネス　ISO 50001の基本と仕組みがよ〜くわかる本』を執筆。
また、同年4月に、プライバシーマークのガイドラインの改訂に伴い、その新ガイドラインを反映した『図解入門ビジネス　最速　プライバシーマーク取得がよ〜くわかる本』を執筆。
2011年9月には、改訂されたISO20000:2011に対応した『図解入門ビジネス　ISO20000:2011の基本と仕組みがよ〜くわかる本』を執筆。
2011年10月に、 株式会社アイテクノへ、コンサルティング事業及び教育・研修事業の立ち上げを目的とし、転籍、執行役員に就任。
同年10月に、その年に発行された、学習サービスマネジメントシステムの国際規格であるISO29990に基づいた、学習サービスマネジメントシステムの構築、導入から認証取得までを解説した『図解入門ビジネス　ISO29990の基本と仕組みがよ〜くわかる本』を執筆。
また、同年12月には、品質マネジメントシステムの国際規格である、ISO9001の認証取得から改善、更新までのPDCAサイクルの解説と実践的な文例集を1冊にまとめた、『図解入門ビジネス　ISO9001の基本と実践がよ〜くわかる本』を執筆。
2012年2月に、情報セキュリティマネジメントシステムの国際規格である、ISO27001をベースとして、ISMSの仕組み作りから、効率的かつ効果的な運用と改善にフォーカスした『図解入門ビジネス　ISO27001の基本と実践がよ〜くわかる本』を執筆。
また、同年6月には、ISO 9000を構築する企業の手助けとして、品質マネジメントシステム文書の文例をまとめた『文書管理を効率化！ISO9001文例集』を執筆。
あわせて、同年8月に、事業継続マネジメントシステムの国際規格である、ISO22301に基づく、BCMSの構築、導入及び認証取得の成功のポイントを解説した、『図解入門ビジネス　ISO22301 事業継続管理がよ〜くわかる本』を執筆。
また、同年10月には、自身20冊目の書籍となる、『文書管理を効率化！ISO14001文例集』を執筆。
2013年に、同社の常務取締役に就任
同年1月に、道路交通安全マネジメントシステムの国際規格である、ISO39001を解説した、『図解入門ビジネス　ISO39001 道路交通安全管理がよ〜くわかる本』を執筆。
また、同年1月より、リスク管理の専門誌である、新建新聞社のリスク対策.comにおいて、「みならい君のBCMS構築物語」の連載を開始（計6回、同年11月まで。現在はTWS総合研究所のWebサイトで公開されている）。
同年11月には、ISMSの認証基準であるISO27001の改訂に対応した、『図解入門ビジネス　ISO27001:2013の仕組みがよ〜くわかる本』を執筆。
2014年には、同社の取締役副社長に就任
また、同年7月より、IT関連の専門サイトである、アイティメディア社の@ITにおいて、「みならい君のISMS改訂対応物語」の連載を開始（計6回、2015年1月まで。現在はTWS総合研究所のWebサイトで公開されている）。
2015年1月に、2014年に発行された、語学学習サービスマネジメントのISO29991の解説を含めた、学習サービスマネジメントの構築、導入及び認証取得を解説した、『図解入門ビジネス　ISO29990の基本と仕組みがよ〜くわかる本［第2版]』を執筆。
また、同年5月より、IT関連の専門サイトである、アイティメディア社の@ITにおいて、「みならい君のマイナンバー制度対応物語」の連載を開始（計4回、同年8月まで。現在はTWS総合研究所のWebサイトで公開されている）。
あわせて、2015年11月に、2016年より正式施行される、マイナンバー制度のポイントや企業で実施すべきこと、安全対策のポイントなどを一問一答形式で解説した、『Q&Aシリーズ　中小企業のマイナンバー対策』を執筆。
同年12月には、マイナンバー制度の番号法の解説を含めた、プライバシーマーク取得の基礎知識とノウハウを解説した『図解入門ビジネス　最速　プライバシーマーク取得がよ〜くわかる本［第3版]』を執筆。
2016年1月に、前年9月22日に改訂されたISO9001：2015の前規格との要求事項の違いや審査のポイントまで解説した『図解入門ビジネス　最新 ISO9001 2015のすべてがよ〜くわかる本』を執筆。
同年2月には、同様に2015年9月14日に改訂されたISO14001:2015の前規格との要求事項の違いや審査のポイントまで解説した『図解入門ビジネス　最新 ISO14001 2015のすべてがよ〜くわかる本』を執筆。
また、同年3年に、BCPの策定のポイントと事業継続マネジメント（BCM）の基本的な考え方からその取り組み方を解説した、『図解入門ビジネス　最新 事業継続マネジメントとBCP（事業継続計画）がよ〜くわかる本』を執筆。
同年8月より、株式会社TWS総合研究所の代表取締役に就任し、自らもコンサルタントとして、ISO マネジメントシステム規格の認証支援コンサルティング、企業内研修講師、執筆活動に従事。
2017年1月には、自身30冊目の書籍となる、ITIL及びITサービスマネジメントを効率的かつ最適化して実施するための基本的な考え方を1冊にまとめた『図解入門ビジネス　最新ITIL(R)とISO/IEC 20000がよ〜くわかる本』を執筆。
また、同年3月には、クラウドサービスに特化した情報セキュリティの国際規格ISO/IEC27017と、クラウドサービスにおける個人情報保護に特化したISO/IEC27018について、規格の概要から、クラウドセキュリティのISMS構築ステップ、認証プロセスを図解で解説した『図解入門ビジネス　最新ISO 27017とISO 27018がよ〜くわかる本』を執筆。
2017年9月に、ISO9001認証取得を目指す企業と、ISO9001:2015への改訂対応を実施する企業を対象とした『図解入門ビジネス 最新ISO9001 2015文例集』を執筆。
2018年2月より、コールセンター業界の専門誌である、コンタクトセンター・マネジメントにおいて、「プライバシーマーク新JIS対応のポイント」の連載を開始（計3回）。
同年5月には、プライバシーマークの概要や制度、新基準であるJIS Q 15001:2017への対応、取得のためのノウハウなどを解説した、『最速プライバシーマーク取得がよ～くわかる本［第4版］』を執筆。
また、同年6月に、労働安全衛生マネジメントに関する国際規格であるISO 45001概要やOHSAS18001との相違点、構築・導入、認証取得のポイントを解説した、『労働安全衛生マネジメントシステム ISO 45001 2018のすべてがよ〜くわかる本』を執筆。

## 著作

### 単著
- 図解入門ビジネス 労働安全衛生マネジメントシステム ISO 45001 2018のすべてがよ〜くわかる本
- 図解入門ビジネス 最速プライバシーマーク取得がよ～くわかる本 第4版
- 図解入門ビジネス 最新ISO 9001 2015文例集
- 図解入門ビジネス 最新 ISO 27017とISO 27018がよ〜くわかる本
- 図解入門ビジネス 最新ITIL(R)とISO/IEC 20000がよーくわかる本
- 図解入門ビジネス 事業継続マネジメントとBCP(事業継続計画)がよ〜くわかる本
- 図解入門ビジネス ISO14001 2015のすべてがよ〜くわかる本
- 図解入門ビジネス ISO9001 2015のすべてがよ〜くわかる本
- 図解入門ビジネス 最速 プライバシーマーク取得がよ〜くわかる本 第3版
- Q&Aシリーズ 中小企業のマイナンバー対策
- 図解入門ビジネス ISO29990の基本と仕組みがよ〜くわかる本 第2版
- 図解入門ビジネス ISO27001:2013の仕組みがよ〜くわかる本
- 図解入門ビジネス ISO39001 道路交通安全管理がよ〜くわかる本
- 文書管理を効率化！ ISO14001文例集
- 図解入門ビジネス ISO22301 事業継続管理がよ〜くわかる本
- 文書管理を効率化！ ISO9001文例集
- 図解入門ビジネス 最新 ISO27001の基本と実践がよ〜くわかる本
- 図解入門ビジネス 最新 ISO9001の基本と実践がよ〜くわかる本
- 図解入門ビジネス ISO29990の基本と仕組みがよ〜くわかる本
- 図解入門ビジネス ISO20000：2011の基本と仕組みがよ〜くわかる本
- 図解入門ビジネス 最速 プライバシーマーク取得がよ〜くわかる本 第2版
- 図解入門ビジネス ISO50001の基本と仕組みがよ〜くわかる本
- 図解入門ビジネス 最新 消費者保護と苦情対応がよ〜くわかる本
- 図解入門ビジネス 最新 ITIL V3の基本と仕組みがよ〜くわかる本
- 図解入門ビジネス 最新 温暖化対策の基本と仕組みがよ〜くわかる本
- 図解入門ビジネス 最新 事業継続管理の基本と仕組みがよ〜くわかる本
- 図解入門ビジネス 最新 IT統制の基本と仕組みがよ〜くわかる本
- 図解入門ビジネス ISO20000の基本と仕組みがよ〜くわかる本
- 図解入門ビジネス 最速 プライバシーマーク取得がよ〜くわかる本 新JIS対応版
- 図解入門ビジネス 最新 ITILがよ〜くわかる本
- 図解入門ビジネス 最速 プライバシーマークの取得実務がよ〜くわかる本
- “市場の失敗事例で学ぶ”情報セキュリティポリシーの実践的構築手法

### 共著
- 新版 個人情報保護法と企業対応

### 掲載記事
- CCM　2018年4月号：プライバシーマーク新JIS対応のポイント（プライバシーマーク改正対応のポイント）
- CCM　2018年2月号：プライバシーマーク新JIS対応のポイント（JIS Q15001改正の概要 ）
- CCM　2017年4月号：クラウドセキュリティ規格解説（クラウドセキュリティ国際規格ISO/IEC 27017とは ）
- アイティメディア :クラウドセキュリティ規格解説（Microsoft、Google、AWSも取得した「ISO/IEC 27018」とは？）（2017年3月）
- アイティメディア :ISO/IEC27018（クラウド上の個人情報取り扱いに関する国際的ベストプラクティスとは）（2016年4月）
- アイティメディア : PCI DSS最新動向 (2015年10月)
- アイティメディア : みならい君のマイナンバー制度対応物語 (2015年5月〜8月)
- 会社法務AtoZ 2014年11月号（第一法規株式会社）: ISO9001改訂概要とその動向
- アイティメディア : みならい君のISMS改訂対応物語 (2014年7月〜2015年1月)
- CCM 2013年12月号〜2015年6月号：ISMS規格改定のポイント（連載）
- リスク対策.com vol.35〜vol.40：みならい君のBCMS構築物語（連載）
- CCM 2012年10月号〜2013年10月号：コンタクトセンターにおけるBCM（連載）
- 製剤機械技術学会誌　2012 vol.21 No.2：　事業継続マネジメントの国際標準化における最新動向
- CCM 2010年5月号〜2011年4月号：苦情対応マネジメントの国際規格に基づく苦情マネジメント構築法（連載）
- アイソス　2009年7月号：システムの無駄を省きスリム化を図る
- ファームテクジャパン 2009年6月号：注目を集めるBCP/BCM！ 不測の事態に直面した際に採るべき戦略
- IT Compliance Review 2008年8月号：BS25999最新動向 経営戦略としてのBCP
- アイソス　2007年5月号：最新マネジメントシステム規格入門 ISO/IEC 20000
- 2007年度版物流企業集　2006年12月号：注目を浴びる国際規格ISO/IEC27001
- ISOマネジメント　2006年3月号：ISO20000の概要・取得の効果
- CCM 2004年8月号：ISMS認証基準からみたセキュリティ対策のポイント